# Kōkichi Takada
Kōkichi Takada (高田浩吉, Takada Kōkichi) est un acteur japonais né le 7 novembre 1911 et mort le 19 mai 1998.

## Biographie
Kōkichi Takada a tourné dans près de 180 films entre 1928 et 1992.

## Filmographie sélective
- 1929 : Kaigara Ippei: Zenpen (貝殻一平 前篇?) de Kintarō Inoue
- 1930 : Naozamurai (直侍?) de Kintarō Inoue
- 1930 : Shintei: Namida (新訂 涙?) de Kintarō Inoue
- 1930 : Adauchi yabure hakama (仇討破れ袴?) de Kintarō Inoue
- 1930 : Kendō misemono-shi (剣道見世物師?) de Kintarō Inoue
- 1930 : Namida no machi (涙の街?) de Minoru Inuzuka
- 1930 : Yuki no yawa (雪の夜話?) de Kintarō Inoue
- 1931 : Nangoku Taiheiki: Zenpen (南国太平記 前篇?) de Kintarō Inoue

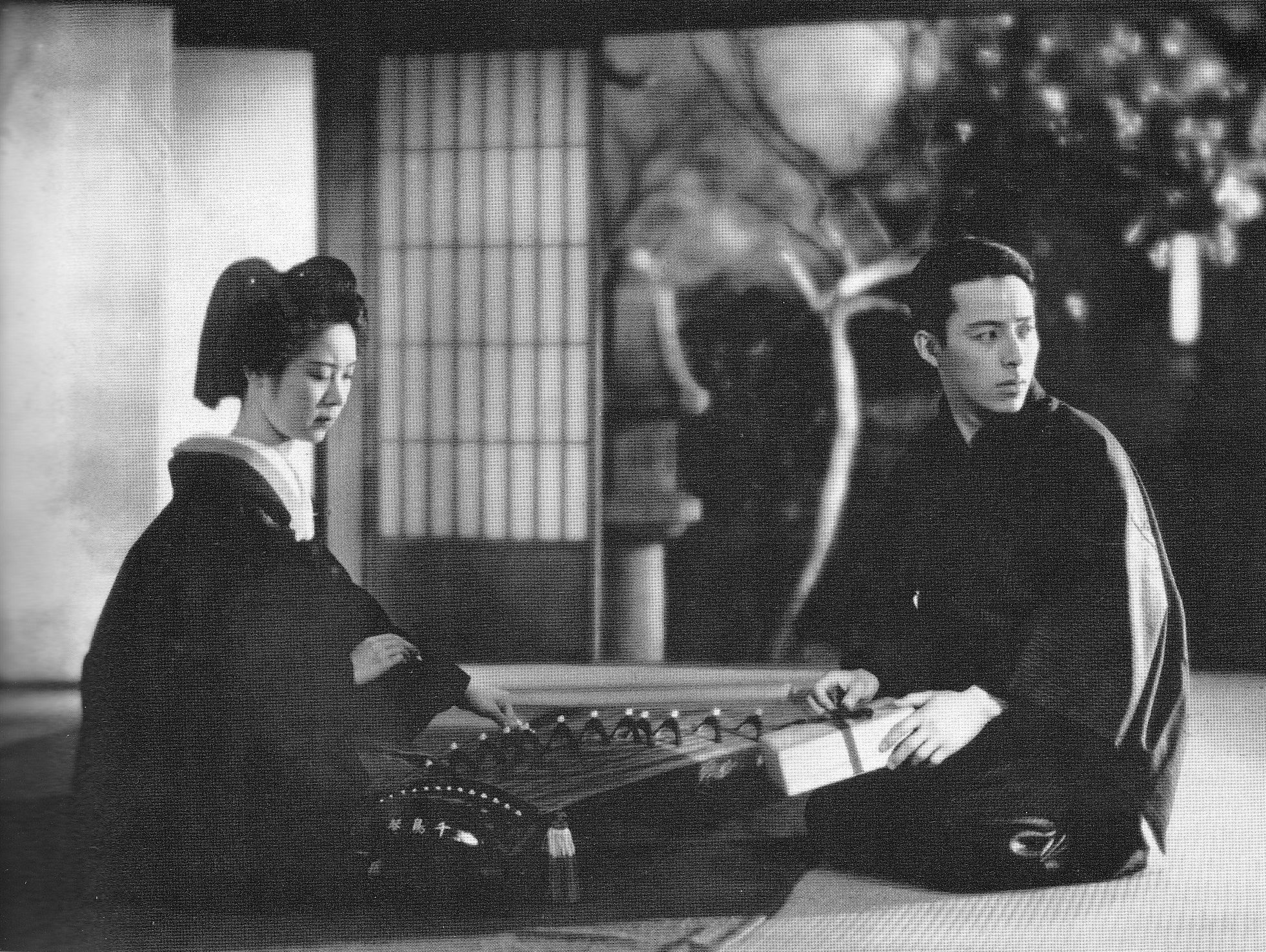
Kinuyo Tanaka et Kōkichi Takada dans Okoto et Sasuke (1935).

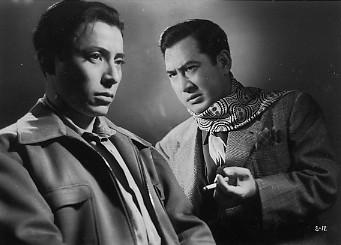
Kōkichi Takada et Utaemon Ichikawa dans Senritsu (1950).

- 1931 : Nangoku Taiheiki: Kōhen gijin ketsuga no maki (南国太平記 後篇 義刃血河の巻?) de Kintarō Inoue
- 1931 : Avant l'aube (黎明以前, Reimei izen?) de Teinosuke Kinugasa
- 1931 : Bōya-dono (坊や殿?) de Kintarō Inoue
- 1931 : Jonan no yōemon (女難の与右衛門?) de Minoru Inuzuka
- 1932 : L'Avancée de l'armée (陸軍大行進, Rikugun daikōshin?) de Hiroshi Shimizu, Yasushi Sasaki, Kazuo Ishikawa, Minoru Matsui, Kintarō Inoue et Tetsuji Watanabe
- 1935 : Okoto et Sasuke (春琴抄 お琴と佐助, Shunkinsho: Okoto to Sasuke?) de Yasujirō Shimazu
- 1936 : Réunion de famille (家族会議, Kazoku kaigi?) de Yasujirō Shimazu
- 1939 : Conte des chrysanthèmes tardifs (残菊物語, Zangiku monogatari?) de Kenji Mizoguchi
- 1940 : La Femme de Naniwa (浪花女, Naniwa onna?) de Kenji Mizoguchi
- 1941 : La Vie d'un acteur (芸道一代男, Geido ichidai otoko?) de Kenji Mizoguchi
- 1950 : Senritsu (戦慄?) de Hideo Sekigawa
- 1956 : Ruten (流転?) de Tatsuo Ōsone
- 1987 : L'Actrice (映画女優, Eiga joyū?) de Kon Ichikawa

## Distinctions
1999 : Prix spécial pour l'ensemble de sa carrière aux Japan Academy Prize